# Ciclo de vida empresarial

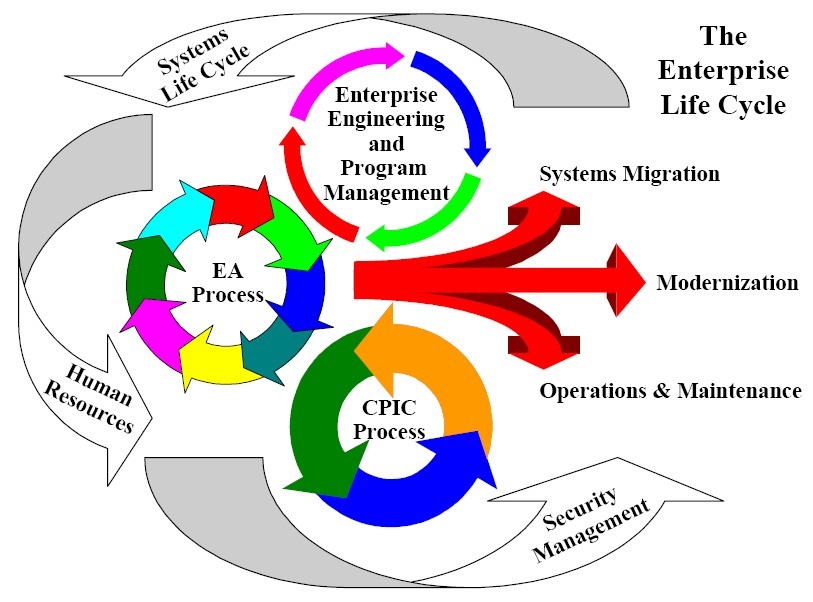
Ilustración del ciclo de vida empresarial.

El ciclo de vida empresarial en la arquitectura empresarial es el proceso de cambio en una empresa a través del tiempo mediante la incorporación de nuevos procesos de negocio, nuevas tecnologías, y nuevas capacidades, al igual que el mantenimiento, la disposición y disponibilidad de elementos existentes en la empresa.

## Visión general
El ciclo de vida empresarial es un concepto clave de la arquitectura empresarial, de la Ingeniería de la empresa y la Ingeniería de Sistemas. El proceso de arquitectura empresarial está muy relacionado con procesos como el ciclo de sistemas de gestión o el sistema de ciclo de desarrollo de vida, y tiene propiedades similares a las que podemos encontrar en el ciclo de vida del producto.
El concepto de ciclo de vida empresarial ayuda en la implementación de la arquitectura empresarial, y el control de la planificación de capital e enversión que son procesos que seleccionan, controlan y evalúan inversiones. Sobre estos procesos está la gestión de capital humano y el manejo de seguridad informática. Cuando estos procesos trabajan juntos de manera efectiva, la empresa puede gestionar mejor la tecnología de la información como un recurso estratégico y facilitador de procesos de negocio. Cuando estos procesos son correctamente sincronizados, los sistemas migran de manera eficiente del legado de entornos tecnológicos a través de desarrollos evolutivos e incrementales, y la empresa se vuelve capaz de demostrar su retorno de inversión. La figura en la parte superior ilustra la interacción de ciclos que se producirán con el tiempo en el ciclo de vida.

## Temas del ciclo de vida empresarial

### Proceso de arquitectura empresarial

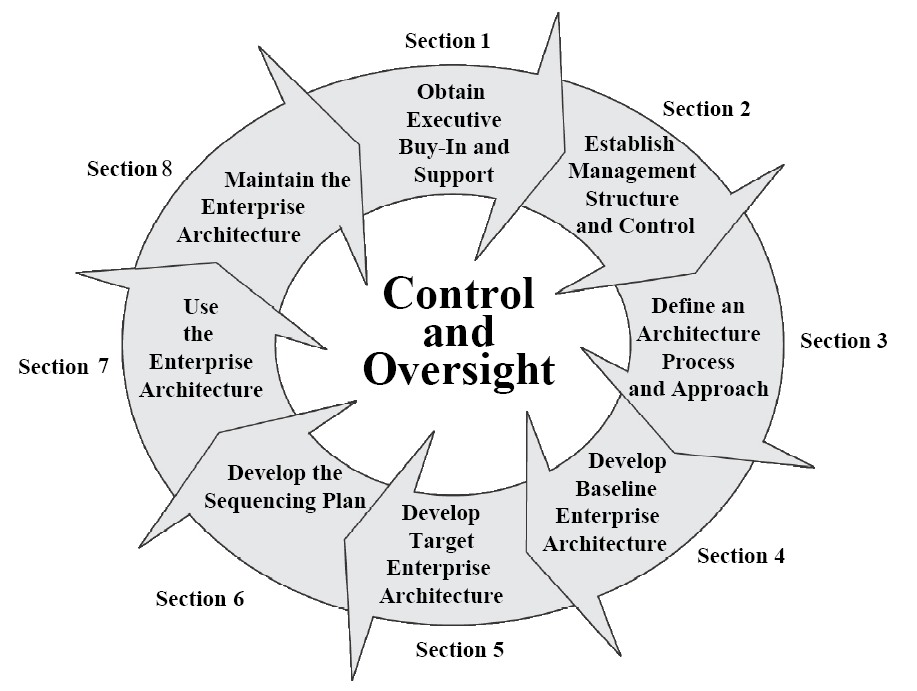
Proceso de arquitectura empresarial.

Antes de establecer una arquitectura empresarial, cada empresa debe establecer las necesidades, el desarrollo de arquitectura de la empresa y formular una estrategia que incluya la visión, objetivos y principios de la empresa. La figura muestra el proceso de arquitectura empresarial. La aceptación y el soporte ejecutivo deben ser establecidos al igual que un equipo de arquitectos dentro de la organización. El equipo define un enfoque y proceso adaptado a las necesidades de la empresa. El equipo de arquitectura implementa el proceso de construcción de la línea base y el objetivo de la arquitectura de la empresa.
El equipo de arquitectura también genera un plan de secuencia para la transición de sistemas, aplicaciones, y prácticas de negocios asociadas que son indicadas en un análisis detallado. La arquitectura se emplea en el control de la planificación de capital e inversión. Los procesos de ingeniería de la empresa y el programa de gestión de procesos se realizan a través de proyectos priorizados, proyectos incrementales y la inserción de nuevas tecnologías emergentes. Por último, las arquitecturas se mantienen mediante una modificación continua para reflejar la base actual de la empresa y los objetivos de negocio, metas organizacionales, visiones, tecnología e infraestructura.

### Arquitectura del ciclo de vida

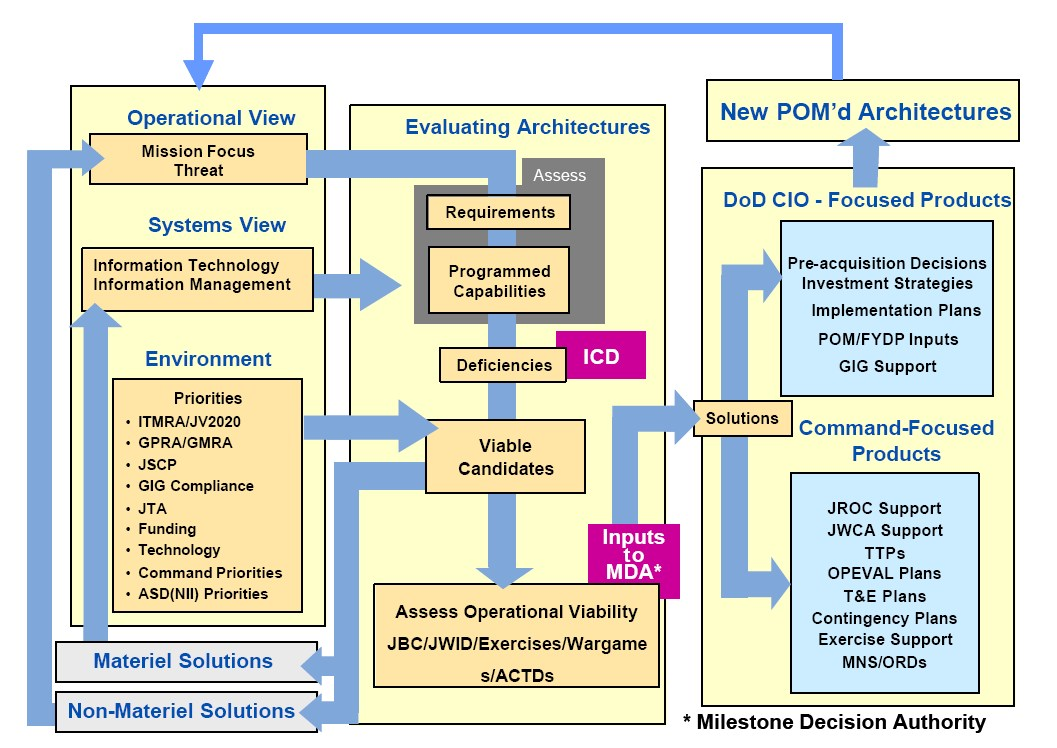
DoDAF Arquitectura de ciclo de vida empresarial.

La figura representa la vida de la arquitectura, como ésta evoluciona y muestra el proceso que la arquitectura apoya en el desarrollo, el análisis y la evolución de la arquitectura implementada. En esta ilustración, la vista operacional se usa para manejar los requerimientos que son evaluados contra los sistemas de vista. Las deficiencias de operación se derivan del análisis y la indefinición de candidatos viables. Estos candidatos pueden tomar la forma ya sea de soluciones materiales o no materiales y se remodelan dentro de los sistemas de vistas y vistas operacionales de la arquitectura.
La arquitectura es analizada de nuevo y la continuidad de los procesos durante las deficiencias operacionales es disminuida. Los conjuntos finales de los candidatos viables son juzgados por la viabilidad operacional. Basado en los resultados de los juicios, los cambios de diseño son hechos y presentados para la inclusión de los procesos de presupuesto. Este proceso de desarrollo, se analiza y modifica continuamente en todo el ciclo de vida de la arquitectura.

### Actividades en el ciclo empresarial

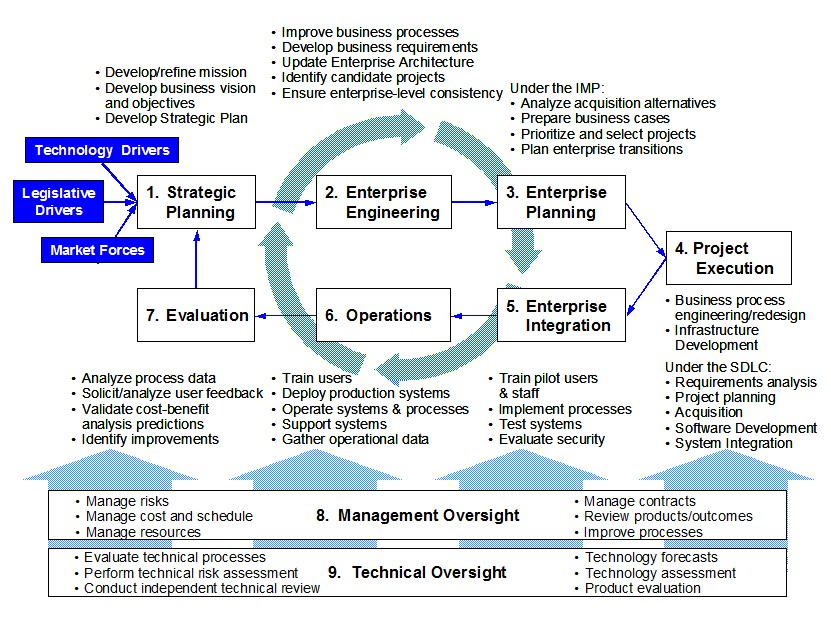
TEAF Actividades del ciclo de vida empresarial

El ciclo de vida empresarial integra la gestión, negocios, y procesos de ingeniería en él, que abarca la empresa para alinear sus actividades de negocios y de tecnologías de la información. El ciclo de vida de la empresa en general se refiere al enfoque de una organización que se da a la gestión de las actividades y la toma de decisiones en curso durante el proceso de las prácticas comerciales y técnicas para apoyar su misión empresarial. Estas actividades incluyen la gestión de la inversión, la definición del proyecto, gestión de la configuración, la rendición de cuentas, y orientación para el desarrollo de sistemas de acuerdo con un ciclo de vida de desarrollo de sistemas. El ciclo de vida de la empresa se aplica a las actividades de planificación de toda la empresa y la toma de decisiones. Por el contrario, un sistema de desarrollo del ciclo de vida, en general se refiere a las prácticas para la construcción de sistemas individuales. La determinación de los sistemas a construir es una decisión a nivel de empresarial.
La figura en la parte superior describe las actividades nacionales de la metodología del ciclo de vida empresarial. En el contexto de este documento, el ciclo de vida empresarial no se refiere a una metodología específica ni a una aportación específica de oficina. Cada organización necesita seguir una metodología de ciclo de vida empresarial documentada y apropiada para su tamaño, la complejidad de la empresa y el alcance de sus necesidades.

### Ciclo de vida del rendimiento empresarial

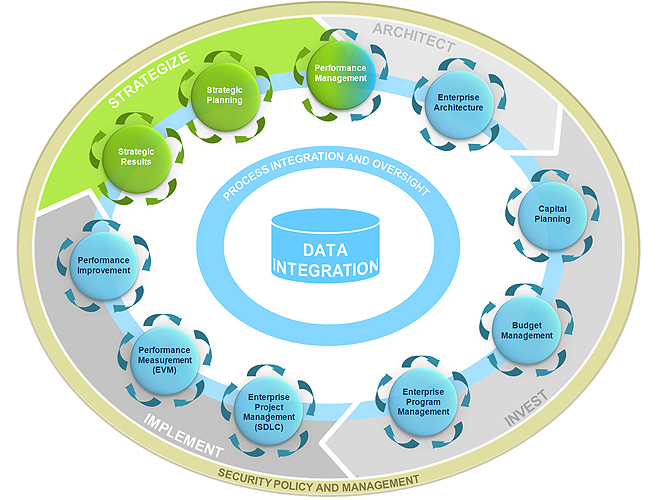
Ilustración del comportamiento del ciclo de vida empresarial de Estados Unidos. Departamento de Salud y Servicios Humanos.

El ciclo de vida del rendimiento empresarial abarca las principales funciones de la empresa ejecutadas bajo el mando de la Oficina del Director de Información (CIO), y en particular muestra a un alto nivel las relaciones entre las diferentes funciones de la empresa tanto su orden general como la naturaleza interactiva de su ejecución. La creación de arquitectura de la empresa en el centro del diagrama conceptual EPLC, que se muestra en la figura, se refleja el papel del apoyo y permiso que la arquitectura de la empresa brinda a las principales funciones de la empresa en el ciclo de vida.
El programa de arquitectura empresarial considera explícitamente la información necesaria para el ciclo de vida del rendimiento empresarial, procesos en el desarrollo y mejoramiento del marco de referencia de arquitectura empresarial  reuniendo y publicando información en la base de datos de la arquitectura empresarial, desarrollando vistas, reportes y herramientas analíticas que se pueden usar para facilitar la ejecución de procesos de actividades del ciclo de vida empresarial. El diagrama conceptual que se muestra en la figura una perspectiva departamental de funciones claves en los negocios. El ciclo de vida del rendimiento empresarial también es relevante en el momento de hacer inversiones personales o para proporcionar la perspectiva de un proyecto, cada inversión nueva pasa a través de cada fase del ciclo de vida del rendimiento empresarial. La perspectiva del nivel de inversión está detallada en el marco de referencia del ciclo de vida del rendimiento empresarial.

## Lectura complementaria
- Alain Bernard, Serge Tichkiewitch (2008). Methods and Tools for Effective Knowledge Life-Cycle-Management.
- Peter Bernus, Laszlo Nemes, Günter Schmidt (2003). Handbook on Enterprise Architecture.
- Jeffrey O. Grady (2006). System requirements analysis
- Arturo Molina, José Manuel Sánchez, Andrew Kusiak (1998). Handbook of Life Cycle Engineering: Concepts, Models, and Technologies.
- François Vernadat (1996). Enterprise Modeling and Integration: Principles and Applications.